# Éclaireurs attaqués par un tigre
Éclaireurs attaqués par un tigre est un tableau réalisé par le peintre français Henri Rousseau en 1904. Partie des Jungles pour lesquelles l'artiste est particulièrement reconnu, cette huile sur toile naïve représente deux hommes vêtus de blanc subissant l'assaut d'un tigre dans une jungle, l'un se défendant à l'aide d'une lance, alors que son cheval se cabre, l'autre, terrassé, étant déjà renversé sur son dos. Cette peinture est conservée à la fondation Barnes, à Philadelphie, aux États-Unis.

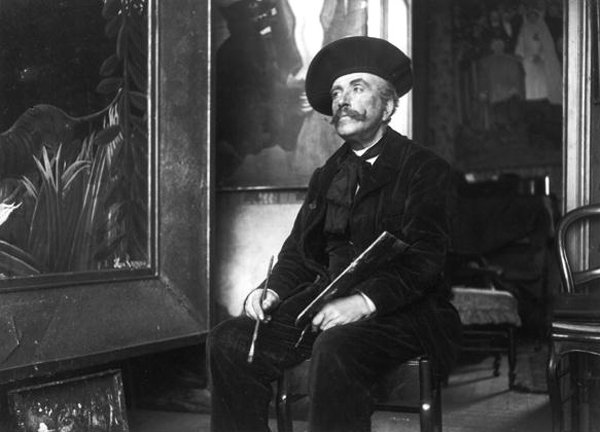
Photographie d'Henri Rousseau avec Éclaireurs attaqués par un tigre, Mauvaise Surprise et La Noce.